# 李小龍 (電影)
《李小龍》是一部2010年上映的香港電影，故事主要講述國際武打巨星李小龍生平的人物傳記片，由李治廷、梁家輝、鍾麗緹主演，李小龍胞弟李振輝監製。2010年11月25日在香港和中国大陆上映，此電影亦是為李小龍誕生70周年致敬。

## 故事大綱
1940年，粵劇伶人李海泉（梁家輝飾）在美國三藩市登台時，妻子何愛榆（鍾麗緹飾）為他誕下了四子李振藩（即李小龍）。童年時的李小龍精力充沛，是眾兄弟姐妹中最搗蛋的一個。李小龍（李治廷飾）少年時期在香港成長，有三名好友，分別是小麒麟（歐陽靖飾）、奀仔（陳奐仁飾）和劉連光（張一山飾），四人經常結伴同遊，在涼茶鋪聽留聲機跳恰恰舞，更不時與人動武，常常闖禍。他與劉連光同時為曹達華的女兒曹敏兒（謝婷婷飾）傾心。另一邊，他與梁醒波女兒文女（貢米飾）亦是青梅竹馬，可惜神女有心，襄王無夢，令這段四角戀情成為了李小龍人生中一段苦澀的回憶……

## 演員表
李家
| 演員   | 角色   | 關係／暱稱                                 |
| 李香琴 | 駱耕妹 | 李小龍祖母 李海泉母親                      |
| 梁家輝 | 李海泉 | 李小龍父親                                 |
| 鍾麗緹 | 何愛榆 | 李小龍母親                                 |
| 葉 璇  | 李合銀 | 八妹 李小龍姑姑 李海泉妹妹                 |
| 李治廷 | 李小龍 | 原名：李振藩 乳名：細鳳 李海泉和何愛榆兒子 |
| 盧頌之 | 李秋源 | 李小龍姊姊                                 |
| 何思諺 | 李秋鳳 | 李小龍姊姊                                 |
| 應昌佑 | 李忠琛 | 李小龍兄長                                 |
| 孫德林 | 李振輝 | 李小龍胞弟                                 |

曹家
| 演員   | 角色   | 關係／暱稱 |
| 張兆輝 | 曹達華 | 電影明星   |
| 余安安 | 朱綺華 | 曹達華太太 |
| 謝婷婷 | 曹敏兒 | 曹達華長女 |

梁家
| 演員   | 角色   | 關係／暱稱 |
| 阮德鏘 | 梁醒波 | 電影明星   |
| 貢 米  | 梁文蘭 | 梁醒波女兒 |

馮家
| 演員   | 角色   | 關係／暱稱        |
| 張達明 | 馮峰   | 電影導演及明星    |
| 王瑗   | 馮寶寶 | 電影童星 馮峰之女 |

其他演員
| 演員   | 角色   | 關係／暱稱 |
| 歐陽靖 | 小麒麟 | 李小龍好友 |
| 陳奐仁 | 奀仔   | 李小龍好友 |
| 張一山 | 劉連光 | 李小龍好友 |
| 鄭丹瑞 | 高魯泉 | 電影明星   |
| 錢嘉樂 | 石堅   | 電影明星   |
| 萬梓良 | 吳楚帆 | 電影明星   |
| 楊恭如 | 梅綺   | 電影明星   |
| 宋佳   | 素秋   | 電影明星   |
| 劉浩龍 | 魏君子 |            |
| 吳樾   | 黃梁   | 葉問徒弟   |
| 黃志偉 | 葉問   |            |
| 何新巍 | 霑同學 |            |
| 王歌慧 | May    | 流氓       |

## 各地電影分級制度
| 國家／地區 | 級別 |
| ---------- | ---- |
| 香港       | IIA  |
| 新加坡     | PG   |
| 馬來西亞   | PG13 |

## 獎項
| 頒獎典禮                    | 獎項             | 得獎者 | 結果 |
| --------------------------- | ---------------- | ------ | ---- |
| 第6屆香港電影導演會年度大獎 | 年度新晋演员(银) | 谢婷婷 | 獲獎 |
| 第6屆香港電影導演會年度大獎 | 年度新晋演员(铜) | 陈奂仁 | 獲獎 |
| 第48屆金馬獎                | 最佳動作設計     | 錢嘉樂 | 提名 |
| 第48屆金馬獎                | 最佳美術設計     | 張世宏 | 提名 |
| 第30屆香港電影金像獎        | 最佳男主角       | 梁家輝 | 提名 |

## 外部連結
- 《李小龍》官方網站 （页面存档备份，存于）
- Yahoo奇摩電影上《李小龍》的資料（繁體中文）
- MSN娛樂上《李小龍》的資料（繁體中文）

- 開眼電影網上《李小龍》的資料（繁體中文）
- 豆瓣电影上《李小龙：我的兄弟》的資料 （简体中文）
- 时光网上《李小龙：我的兄弟》的資料（简体中文）
- AllMovie上《李小龍》的资料（英文）
- 爛番茄上《李小龍》的資料（英文）
- 香港影庫上《李小龍》的資料（繁體中文）
- 互联网电影数据库（IMDb）上《李小龍》的资料（英文）